# Nazionale maschile di pallacanestro dell'Azerbaigian
La nazionale maschile di pallacanestro dell'Azerbaigian (Azərbaycan Milli Basketbol komandası) rappresenta l'Azerbaigian nelle competizioni internazionali maschili di pallacanestro organizzate dalla FIBA. È gestita dalla Federazione cestistica dell'Azerbaigian.

## Storia

### Nazionale Unione Sovietica (1946-1991)
Nel periodo compreso fra il 1946 e il 1991, la nazionale azera ha fatto parte della Nazionale sovietica.

### Squadra Unificata (1992)
Nel 1992 è stata inclusa nella Squadra Unificata, sotto le cui insegne ha partecipato alla Olimpiade di Barcellona.

### Nazionale Azerbaijan (dal 1992)
Affiliata alla FIBA dal 1992, pur rappresentando uno Stato con territorio diviso fra i continenti di Europa ed Asia, la nazionale azera ha sempre fatto parte di FIBA Europe, nella sezione riservata alle nazionali dei Piccoli Stati d'Europa.
Nel 2003, ha partecipato alle Qualificazioni all'Eurobasket, non riuscendo a qualificarsi, avendo ottenuto il quarto posto su quattro squadre nel suo girone.
Dal 2005, la FIBA ha suddiviso la zona europea in tre categorie:
- Division A, riservata alle migliori 16 squadre nazionali del continente
- Division B, riservata alle altre 14 squadre nazionali
- Division C, riservata ai Piccoli Stati d'Europa, categoria indipendente dalle prime due

Pertanto la nazionale azera ha partecipato al Promotion Cup, che altro non è che un campionato europeo riservato ai piccoli stati d'Europa, che dal 2005 è stato ridenominato FIBA EuroBasket Division C.
È una delle migliori nazionali di questo gruppo ed ha vinto le ultime due edizioni dell'Europeo di Categoria corrispondente.
Nel 2012, con l'eliminazione delle Division, ha partecipato alle Qualificazioni al Campionato europeo maschile di pallacanestro 2013.
Torna a partecipare a delle manifestazioni FIBA nel 2022 a livello continentale e nel 2024 alle qualificazioni mondiali.

## Piazzamenti
- 2022: 4°

## Convocazioni

### Campionato europeo FIBA dei piccoli stati
Campionato europeo FIBA dei piccoli stati 20228 Poladkhanlı, 9 Mammadov, 10 Hacıyeva, 15 Shirzadov, 17 Turğut, 18 Taser, 20 Davis, 24 Shirzadov, 25 Hajiyev, 27 Pashayev, 28 Akbarov, 44 Hamzayev,        All. Aleksandar Trifunović

## Nazionali giovanili
- Selezioni giovanili della nazionale maschile di pallacanestro dell'Azerbaigian